# Otto Hornung
Friedrich Otto Jakob Hornung (* 1. Dezember 1870 in Oberiflingen; † 9. Dezember 1933) war ein württembergischer Oberamtmann.

## Leben
Hornung, Sohn eines Pfarrers und evangelischer Konfession, studierte von 1888 bis 1892 Regiminalwissenschaft in Tübingen und Leipzig. Er war seit 1888 Mitglied der Studentenverbindung Landsmannschaft Ghibellinia Tübingen. Er legte 1893 die erste und 1895 die zweite Dienstprüfung ab.
1895 trat er in die württembergische Innenverwaltung ein. Er leitete das Oberamt Brackenheim ab 1919 als Amtsverweser und ab 1920 als Oberamtmann bis 1933. Zum 1. Mai 1933 trat er der NSDAP bei (Mitgliedsnummer 3.242.092).